# تپه علی‌آباد باقری سنرد گرمسار
تپه علی‌آباد باقری سنرد گرمسار مربوط به هزاره دوم و۱ قبل از میلاد است و در شهرستان گرمسار، روستای سنرد واقع شده و این اثر در تاریخ ۲۵ خرداد ۱۳۸۱ با شمارهٔ ثبت ۵۸۱۷ به‌عنوان یکی از آثار ملی ایران به ثبت رسیده است.